# Ненад Филиповић (атлетичар)
Ненад Филиповић (Лесковац, 5. октобар 1978) је некадашњи атлетски репрезентативац Србије у дисциплини ходање 50 километара.
Члан је ААК Ниш. Тренер му је Александар Раковић.
Лични рекорди у брзом ходању:
10  41:19,06 — Крагујевац, 9. августа 2003.
20  1:23,42 — Истанбул, 21. априла 2006.
50  4,02,16 — Пекинг, 22. августа 2008.
Највећи успеси:
11 место 1:28,59 на Универзијади на 20 километара у Даегу 25. август 2003.
17 место 1:24,26 на Европском купу на 20 километара у Чебоксарију 18. маја 2003.
23 место 4:12,11 на Осаки 2007. 1. септембар 2007.
30 место 4:02,16 ЛР на Олимпијским играма 2008. у Пекингу 22. августа 2008.
Ненад има брата близанца Предрага који је такође атлетски репрезентативац Србије у дисциплини ходање 20 километара.
Учествовао је на Олимпијским играма у Лондону 2012. где се такмичио у дисциплини 50 км ходање, али није завршио трку.